# Empersdorf
Empersdorf là một đô thị thuộc huyện Leibnitz trong bang Steiermark, nước Áo. Đô thị Empersdorf có diện tích 14,17 km², dân số cuối năm 2005 là 360 người.